# Gallipodus raastadi
Gallipodus raastadi är en tvåvingeart som beskrevs av Ussova och Reva 2000. Gallipodus raastadi ingår i släktet Gallipodus och familjen knott.
Artens utbredningsområde är Ukraina. Inga underarter finns listade i Catalogue of Life.